# Березівська волость (Мозирський повіт)
Березівська во́лость — історична адміністративно-територіальна одиниця Мозирського повіту Мінської губернії з центром у селі Березове.
Станом на 1885 рік складалася з 8 поселення, 7 сільських громад. Населення — 2067 осіб (985 чоловічої статі та 1082 — жіночої), 215 дворових господарства.
У наш час території колишньої Березівської волості у повному складі входить до складу Рівненської області.
|                     | Площа, десятин | У тому числі орної, дес. |
| ------------------- | -------------- | ------------------------ |
| Сільських громад    | 7748           | 6184                     |
| Приватної власності | 10102          | 950                      |
| Казенної власності  | -              | -                        |
| Іншої власності     | 80             | 45                       |
| Загалом             | 17930          | 7179                     |

Основні поселення волості:
- Березове — колишнє власницьке село, 400 осіб, 44 двори, волосне правління (173 версти до повітового міста), православна церква.
- Блажове — колишнє власницьке село при річці Ствига, 411 осіб, 44 двори, православна церква, каплиця.
- Вежиця — колишнє державне село, 181 особа, 13 дворів, православна церква.
- Глинне — колишнє власницьке село при річці Ствига, 452 особи, 34 двори, православна церква, єврейський молитовний будинок.

## У складі Польщі
Після анексії Полісся Польщею волость отримала назву ґміна Березув. 7 листопада 1920 року увійшла до новоутвореного Лунинецького повіту. 18 березня 1921 року, після підписання мирної угоди («Ризький мир») між РРФСР і БСРР, з одного боку, та Польщею — з другого, був прокладений новий державний кордон, який поділив Мінську губернію на дві частини — до Польщі відійшли 3 повіти губернії (Новогрудський, пінський, Слуцький), а також 5 волостей західної частини Мозирського повіту (Березівська, Лаховська, Ленінська, Хорська, Чучовицька). Березовська та Хорська волості увійшли до складу Столінського повіту, Лаховська, Ленінська та Чучовицька волості увійшли до складу Лунинецького повіту і були перейменовані на ґміни. Також до складу Березівської волості відійшли села Вілія, Колки, Рубрин та Храпунь Тонезької волості, які новий кордон "відрізав" на польський бік. 1 січня 1923 року була передана до складу новоутвореного Столинського повіту. 27.11.1939 до Сарненського повіту включена гміна Березув. У січні 1940 р. ґміни ліквідовані у зв'язку з утворенням районів.